# Gratitude (film 1909)
Gratitude è un cortometraggio muto del 1909 diretto da Tom Ricketts (con il nome Thomas Ricketts).

## Produzione
Il film fu prodotto dalla Essanay Film Manufacturing Company.

## Distribuzione
Il film - un cortometraggio di una bobina - uscì nelle sale cinematografiche USA il 22 settembre 1909 distribuito dall'Essanay Film Manufacturing Company.